# 2TV 아침
《2TV 아침》은 평일 아침 6시에 KBS 2TV로 방송되었던 한국방송공사의 텔레비전 프로그램이다.

## 기획 의도
대한민국의 아침을 열어주는 종합 생활정보 텔레비전 프로그램이다.

## 방송 시간
| 방송 채널 | 방송 기간                        | 방송 시간                          |
| --------- | -------------------------------- | ---------------------------------- |
| KBS 2TV   | 2015년 1월 1일 ~ 2016년 4월 22일 | 매주 평일 아침 6:00 ~ 8:00 (120분) |

## 구성
- 김현경, 국현호 기자의 모닝 브리핑 (진행 : 이지연)[1]
- TV 주치의 굿 닥터
- 지구촌 별별영상
- 굿모닝 매거진
- 무. 지. 개 (무한 지식 공개)
- 줌 인 세계 속으로
- 주간 TV리뷰 화제의 순간
- 세계의 수확
- 아이디어 톡톡
- 스포츠 톡톡
- 스마트폰 해외통신원 현장연결
- 굿모닝 월드
- 문화수다
- 정보대결 남 VS 여
- 이슈 N 말
- 굿모닝 핫이슈
- 찰떡궁합! 내 사람
- 생생이슈
- 주부생활완전정복
- 셰프의 식탁
- 발칙한 이슈
- 新 탐구생활
- NOW 대한민국
- 한눈에보는핫이슈
- 나경훈의 현장카메라
- 임라라와 손민수의 몰래카메라
- 날씨

이세라
강아랑

## 역대 진행자
| 역대 | 진행자         | 진행 기간                         |
| ---- | -------------- | --------------------------------- |
| 1기  | 장웅, 윤수영   | 2015년 1월 1일 ~ 2015년 9월 11일  |
| 2기  | 한상헌, 이지연 | 2015년 9월 14일 ~ 2016년 4월 22일 |

## 같이 보기
- 2TV 생생정보
- 2TV 생생정보 플러스
- VJ특공대
- 아침마당 (KBS 1TV)

## 동 시간대 프로그램
다음 동 시간대 프로그램은 매주 평일 오전 6시에 방송된다.
| 방송 채널 | 방송 기간      | 방송 시간                          |
| --------- | -------------- | ---------------------------------- |
| KBS 1TV   | KBS 뉴스광장   | 매주 평일 오전 6:00 ~ 7:50 (110분) |
| MBC       | MBC 뉴스투데이 | 매주 평일 오전 6:00 ~ 7:50 (110분) |
| SBS       | 모닝와이드     | 매주 평일 오전 6:00 ~ 8:30 (150분) |